# Reba McEntire
Reba Nell McEntire (McAlester, Oklahoma, SAD, 28. ožujka 1955.) američka je pjevačica i glumica. 
Karijeru u glazbenoj industriji započela je kao srednjoškolka pjevajući u srednjoškolskom bendu, u emisijama na lokalnom radiju sa svojom braćom i sestrama te na rodeo predstavama. Dok je bila studentica druge godine na Sveučilištu Southeastern Oklahoma State, izvela je nacionalnu himnu SAD-a na nacionalnom finalu rodea u Oklahoma Cityju i privukla pozornost country umjetnika Reda Stigalla, koji ju je doveo u Nashville, Tennessee. Ugovor s Mercury Recordsom potpisala je godinu dana kasnije, 1975. godine. Izdala je svoj prvi solo album 1977. i izdala pet dodatnih studijskih albuma s etiketom do 1983., radeći s producentima, koji su je svrstali u Nashville zvuk.
Potpisivanjem ugovora za MCA Nashville Records, McEntire je preuzela kreativnu kontrolu nad svojim drugim MCA albumom, „My Kind of Country” (1984.), koji je imao više neo-tradicionalnog country zvuka i iznjedrio dva broj jedan singla: "How Blue" i "Somebody Should Leave". Taj joj je album donio veliki uspjeh, dajući joj niz hit albuma i broj jedan singlova tijekom 1980-ih i 1990-ih. Od tada je McEntire izdala 33 studijska albuma, 24 singla broj jedan, 16 albuma broj jedan, a 28 albuma dobilo je zlatnu, platinastu ili multi-platinastu nakladu od strane Američkog udruženja izdavačkih kuća. Često je nazivaju "kraljicom countryja", a prodala je više od 75 milijuna ploča diljem svijeta.
Početkom 1990-ih, McEntire se posvetila filmu počevši od filma "Podrhravanje". Od tada je glumila u „Annie Get Your Gun” (2001.) i njezinom televizijskom sitcomu „Reba” (2001.–'07.), za koji je bila nominirana za nagradu Zlatni globus za najbolju izvedbu glumice u televizijskoj seriji - mjuziklu ili komediji.